# W rytmie serca (film 2005)
W rytmie serca  (fr. De battre, mon coeur s'est arreté) – francuski dramat filmowy z 2005 roku w reżyserii Jacques’a Audiarda. Zdjęcia kręcono w Paryżu.

## Nagrody i nominacje
Wygrane
- 2005 Srebrny Niedźwiedź w kategorii Najlepsza muzyka Alexandre Desplat
- 2006 nagroda BAFTA w kategorii Najlepszy film nieanglojęzyczny Jacques Audiard i Pascal Caucheteux
- 2006 César w kategorii Najlepszy film Jacques Audiard
- 2006 César w kategorii Najlepszy aktor drugoplanowy Niels Arestrup
- 2006 César w kategoriiNajlepszy reżyser Jacques Audiard
- 2006 César w kategorii Najbardziej obiecująca aktorka Linh Dan Pham
- 2006 César w kategorii Najlepsza muzyka filmowa Alexandre Desplat
- 2006 César w kategorii Najlepsze zdjęcia Stéphane Fontaine
- 2006 César w kategorii Najlepszy montaż Juliette Welfling
- 2006 César w kategorii Najlepszy scenariusz adaptowany Jacques Audiard i Tonino Benacquista

Nominacje
- 2005 Europejska Nagroda Filmowa w kategorii Najlepszy europejski aktor roku Romain Duris
- 2005 Europejska Nagroda Filmowa w kategorii Nagroda publiczności – najlepszy europejski reżyser Jacques Audiard
- 2005 Złoty Niedźwiedź Udział w konkursie głównym Jacques Audiard
- 2006 César w kategorii Najlepszy aktor Romain Duris
- 2006 César w kategorii Najlepszy dźwięk Brigitte Taillandier, Cyril Holtz, Pascal Villard, Philippe Amouroux
- 2006 BIFA w kategorii Najlepszy niezależny film zagraniczny